# Kwaderan
Kwaderan is een bestuurslaag in het regentschap Magelang van de provincie Midden-Java, Indonesië. Kwaderan telt 2125 inwoners (volkstelling 2010).